# Come On Over (album van Shania Twain)
Come On Over is het derde studioalbum van Shania Twain en werd uitgebracht in 1997 door Mercury Records. Nadat Twain met haar vorige album The Woman In Me alle verkooprecords had verbroken in Noord-Amerika, Canada en Australië werd er verwacht dat ze in die delen van de wereld op tournee zou gaan. De zangeres besloot echter om te werken aan een nieuw album, zodat ze tijdens concerten in de toekomst meer materiaal van zichzelf kon laten horen. Toen ze met de schrijfsessies van het album begon had ze zichzelf als doel gesteld om ook de rest van de wereld te veroveren. Daarvoor zou Twain meer de pop-kant opgaan en zou country iets minder de hoofdrol spelen binnen haar liedjes. Come On Over bezorgde Twain daadwerkelijk haar definitieve internationale doorbraak. Het album werd dan ook in twee verschillende edities uitgebracht: eentje voor de Amerikaanse markt, de ander voor daarbuiten. De internationale versie verscheen in 1998 en kende een aantal veranderingen ten opzichte van de versie die eind 1997 in Noord-Amerika verscheen. Zo was de hoes anders, maar werd ook de volgorde van de nummers door elkaar gehaald. Om de verkoop van de internationale versie te stimuleren werden er een aantal country invloeden weggelaten (die er op de Amerikaanse versie wel waren) en maakte producer Robert John "Mutt" Lange (Twain's toenmalige echtgenoot) nieuwe mixen van de liedjes. De veranderingen bleken een goede zet, want van Come On Over werden wereldwijd meer dan 40 miljoen exemplaren verkocht, wat het een van de bestverkopende albums door een vrouwelijke artiest aller tijden maakt. Van de Noord-Amerikaanse versie van het album zijn een slordige 17 miljoen exemplaren verkocht. De internationale versie ging zo'n 23 miljoen keer over de toonbank. De nummers You're Still the One, From This Moment On, Man! I Feel Like a Woman! en That Don't Impress Me Much werden internationaal gezien grote hits en veranderen de status van Twain in een superster. Bij een aantal liedjes is een videoclip opgenomen. Deze zijn, samen met alle eerdere videoclips, te vinden op de dvd The Platinum Collection, die in 2001 is uitgebracht.

## Tracklist

### Origineel
1. Man! I Feel Like a Woman! – 3:53
2. I'm Holdin' On to Love (To Save My Life) – 3:30
3. Love Gets Me Every Time – 3:33
4. Don't Be Stupid (You Know I Love You) – 3:35
5. From This Moment On – 4:43
6. Come On Over – 2:55
7. When – 3:39
8. Whatever You Do! Don't! – 4:04
9. If You Wanna Touch Her, Ask! – 4:04
10. You're Still the One – 3:34
11. Honey, I'm Home – 3:39
12. That Don't Impress Me Much – 3:38
13. Black Eyes, Blue Tears – 3:39
14. I Won't Leave You Lonely – 4:13
15. Rock This Country! – 4:23
16. You've Got a Way – 3:24

### Internationaal
1. You're Still the One – 3:32
2. When – 3:37
3. From This Moment On – 4:51
4. Black Eyes, Blue Tears – 3:36
5. I Won't Leave You Lonely – 4:06
6. I'm Holdin' On to Love (To Save My Life) – 3:26
7. Come On Over – 2:53
8. You've Got a Way – 3:19
9. Whatever You Do! Don't! – 3:48
10. Man! I Feel Like a Woman! – 3:53
11. Love Gets Me Every Time – 3:32
12. Don't Be Stupid (You Know I Love You) – 3:33
13. That Don't Impress Me Much – 3:58
14. Honey, I'm Home – 3:33
15. If You Wanna Touch Her, Ask! – 4:13
16. Rock This Country! – 4:26